# حیدرآباد (تربت حیدریه)
حیدرآباد یکی از روستاهای استان خراسان رضوی است که در دهستان پائین رخ بخش جلگه‌رخ شهرستان تربت حیدریه واقع شده‌است.